# IC 3457
IC 3457 је елиптична галаксија у сазвјежђу Дјевица која се налази на листи објеката дубоког неба у Индекс каталогу.
Деклинација објекта је + 12° 39' 26" а ректасцензија 12h 31m 51,4s. Привидна величина (магнитуда) објекта IC 3457 износи 13,7 а фотографска магнитуда 14,7. IC 3457 је још познат и под ознакама UGC 7672, MCG 2-32-114, CGCG 70-146, VCC 1386, PGC 41494.